# Sant'Agata in carcere con san Pietro e l'angelo
La Sant'Agata visitata in carcere da san Pietro e l'angelo è un dipinto di Giovanni Lanfranco noto in due redazioni pressoché identiche con lievi varianti, entrambi oli su tela databili tra il 1613 e il 1614, di cui una (100×132,6 cm) conservata nella Galleria nazionale di Parma e un'altra (93×114 cm) nella Galleria nazionale d'arte antica di palazzo Corsini a Roma.

## Storia
Della tela parmense non si hanno notizie antiche; le prime informazioni risalgono al 1851 quando entra a far parte della Galleria cittadina dalla collezione del marchese Dalla Rosa Prati. Al tempo dell’acquisizione, un dubbio sull’autobiografia dell’opera fece abbassare notevolmente il prezzo dell’acquisto, che passò da 1.000 a 400 franchi.
La versione attualmente a Roma manca anch'essa di fonti storiche antiche; di certo si sa che proviene dalle collezioni Corsini, dov'è menzionata negli inventari, familiari del 1750, 1798 e 1808.

## Descrizione
La protagonista dell'opera è sant’Agata, martire siciliana, la cui vita è descritta in testi come la Passio Sanctae Agathae e il De laudibus virginitatis di Adelmo. La giovane donna, vissuta secondo le fonti nella prima metà del III secolo, fu sottoposta a martirio durante la persecuzione di Decio. Secondo altri testi invece, sant'Agata potrebbe esser vissuta sotto Diocleziano, all'inizio del IV secolo. La martire, durante il suo supplizio, fu sottoposta a dure prove alle quali non cedette mai, poiché aveva fatto voto di perpetua verginità. Venne così punita con l'amputazione delle mammelle, fino a quando le apparve in una visione san Pietro a risanargliele. Lanfranco rappresenta il momento nel quale la giovane vergine è rinchiusa in carcere, dopo aver subito il supplizio infertole e riceve la visita miracolosa di san Pietro. Questo risana le sue ferite al seno con un unguento, mentre un angelo illumina il percorso con una torcia.
Le due versioni oggi note di questo dipinto presentano lievi differenze tra loro: la più evidente è nella figura che tiene in mano il vaso con l'unguento. Nel dipinto di Parma è infatti san Pietro tiene la coppa sulla mano sinistra, mentre nel quadro romano questa è tenuta dall'angelo.
La committenza, ancora sconosciuta, doveva essere probabilmente privata e quindi non indirizzata ad una pubblica fruizione. L'opera, infatti, si addice alla sperimentazione di quella "mozione degli affetti", tipica dello stile barocco. Lanfranco si misurerà spesso con questo aspetto della cultura del suo tempo, scandagliando specialmente il tema dell'intimità in alternativa alle scene magniloquenti, visibili soprattutto nei cicli affrescati dello stesso autore.
Resta infine ancora aperto il dibattito circa la datazione dell'opera, a prescindere dalla versione di cui si tratti, in quanto la critica ritiene oramai entrambe autografe e coeve. Autori come Salerno fanno risalire l'opera al periodo parmense dell'autore (1611) per la sua purezza delle linee e le influenze di artisti come Bartolomeo Schedoni. Altri vedono una forte contaminazione di ispirazioni parmensi e bolognesi, generate da Ludovico e Annibale Carracci, ma anche romane, originate da caravaggeschi come Orazio Gentileschi, Borgianni e Saraceni. Per questi motivi lo storico Schleier colloca l'opera attorno al 1613-1614.